# Ideobisium peregrinum
Espèce
Ideobisium peregrinum est une espèce de pseudoscorpions de la famille des Syarinidae.

## Distribution
Cette espèce est endémique de Nouvelle-Zélande.

## Description
Le mâle mesure 2,18 mm et les femelles de 2,21 à 2,53 mm.

## Publication originale
- Chamberlin, 1930 : A synoptic classification of the false scorpions or chela-spinners, with a report on a cosmopolitan collection of the same. Part II. The Diplosphyronida (Arachnida-Chelonethida). Annals and Magazine of Natural History, sér. 10, vol. 5, p. 1-48 & 585-620.